# Years to Burn
Years to Burn è un album in studio collaborativo del gruppo musicale statunitense Calexico e del cantautore statunitense Iron & Wine, pubblicato nel 2019.

## Tracce
Testi e musiche di Calexico & Iron & Wine.
1. What Heaven's Left – 4:53
2. Midnight Sun – 4:14
3. Father Mountain – 2:54
4. Outside El Paso – 1:52
5. Follow the Water – 3:46
6. The Bitter Suite (Pájaro / Evil Eye / Tennessee Train) – 8:16
7. Years to Burn – 3:08
8. In Your Own Time – 3:09